# Henry Taylor
Henry Taylor (Shefford, Engleska, 16. prosinca 1932. – Vallauris, Francuska, 24. listopada 2013.) je bivši britanski vozač automobilističkih utrka.

## Rezultati u Formuli 1
| Sezona | Momčad     | Šasija        | Motor             | Utrke | Pobjede | Podiji | Bodovi | Plasman |
| ------ | ---------- | ------------- | ----------------- | ----- | ------- | ------ | ------ | ------- |
| 1959.  | RHH Parnel | Cooper T51 F2 | Climax Straight-4 | 1     | 0       | 0      | 0      | —       |

## Vanjske poveznice
- Henry Taylor na racing-reference.info